# Sebastian Schönberger
Sebastian Schönberger (Schalchen, Alta Àustria, 14 de maig de 1994) és un ciclista austríac, professional des del 2013 i fins al 2024. Ha corregut a les files del B&B Hotels-KTM.

## Palmarès

### Resultats al Tour de França
- 2022. 34è de la classificació general